# Stoczki (Bartoszyce)
Stoczki (deutsch Wilhelmsruh) war ein Ort in der polnischen Woiwodschaft Ermland-Masuren. Er gehörte zur Stadt Bartoszyce (deutsch Bartenstein) im Powiat Bartoszycki (Kreis Bartenstein (Ostpr.)).

## Geographische Lage
Die Ortsstelle Stoczkis liegt am Westufer der Łyna (Alle) im Nordwesten der Stadt Bartoszyce, zwei Kilometer vom Stadtzentrum entfernt.

## Geschichte
Das einstige Gut Wilhelmsruh, das noch bis zum 18. September 1876 Abbau Mill hieß, bestand aus einem großen Hof. Bis 1945 war es ein Wohnplatz innerhalb der Stadt Bartenstein im ostpreußischen Kreis Friedland (ab 1927: „Kreis Bartenstein“). Im Jahre 1905 zählte Wilhelmsruh 35 Einwohner.
Als 1945 das gesamte südliche Ostpreußen in Kriegsfolge an Polen fiel, erhielt Wilhelmsruh die polnische Namensform „Stoczki“. Er findet heute jedoch keine Erwähnung mehr, und ist wohl in der Stadt Bartoszyce aufgegangen.

## Religion
Christentum
Bis 1945 war Wilhelmsruh in die evangelische Johanniskirche Bartenstein in der Kirchenprovinz Ostpreußen der Kirche der Altpreußischen Union, außerdem in  die römisch-katholische Kirche St. Bruno Bartenstein im damaligen Bistum Ermland eingepfarrt. 

## Verkehr
Die nicht mehr erkennbare Ortsstelle Stoczkis in Bartoszyce wird von der ulica Pileckiego durchzogen.